# Griô
O “Griô”, ou Griot é um termo francês utilizado para designar uma casta do Ocidente Africano, responsáveis por serem detentores da memória e guardiões das tradições orais, “Assim, a dupla função do griô era romper o silêncio do esquecimento e exaltar a glória da tradição.”1 Utilizam instrumentos musicais como o Agogô2 e o Akoting3 (Semelhante a um Banjo), comuns em povos desde a África do Sul4 a África Subsaariana5, e são responsáveis por manter viva a memória coletiva de suas comunidades, narrando histórias sobre eventos significativos, genealogias, mitos de origem, feitos heroicos e tradições locais.

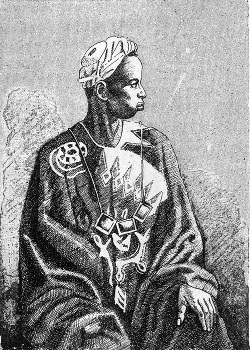
Griô uolofe do Senegal, 1890

Griôs também carregam consigo funções, na tradição dos Bafur o nobre ou chefe em geral, carrega certas proibições como tocar música em reuniões públicas e ser moderado, tanto na fala quanto expressivamente, neste caso, cabe aos Griôs ligados as famílias serem o porta-voz ou representante do seu líder/mestre, situações que podem variar desde resolver problemas de importância variada a cuidar de negociações matrimoniais, levar a uma jovem ou a sua griote os gracejos do seu mestre e seus méritos. Griôs podem até assumir erros que não são seus para consertar situações e salvar a reputação dos nobres.

## Herança e formação
A tradição dos griôs é geralmente hereditária, passada de pais para filhos dentro de famílias específicas. Desde a infância, os aprendizes são imersos em um rigoroso processo de formação, que inclui o domínio de técnicas musicais, memorização de histórias e desenvolvimento de habilidades oratórias. Essa formação garante a continuidade e autenticidade das tradições orais. São classificados em 3 categorias: músicos (tocam quaisquer instrumentos, encarregados de transmitir as músicas antigas, também são excelentes cantores e compositores), embaixadores (são excelentes mediadores, e negociam a paz entre famílias em casos de desentendimentos além de negociar casamentos, geralmente ligados a famílias, nobres ou a uma pessoa) e genealogistas (também identificados como historiadores e poetas ou os três ao mesmo tempo são igualmente contadores de história e grandes viajantes, não são  necessariamente ligados a famílias) .  

## Legado contemporâneo
Apesar das transformações sociais e da introdução da escrita, os griôs mantém sua relevância nas sociedades africanas contemporâneas. Eles continuam a ser pilares na preservação da cultura, adaptando suas práticas às novas realidades, estando presentes tanto em contextos tradicionais, quanto em espaços urbanos e modernos. Muitos ainda atuam em comunidades, desempenhando funções cerimoniais, cantando genealogias em casamentos, funerais e celebrações religiosas, porém, há também aqueles que se tornaram artistas reconhecidos internacionalmente, levando sua arte para palcos, universidades e centros culturais ao redor do mundo.  Muitos são intelectuais instruídos no Alcorão por influência islâmica, o que explica por que a maior parte da epopeia africana origina em países com forte presença islâmica na vida, pensamento, arte e história da comunidade.
Existem também os domas, tidos como uma classe superior de griôs. Além das funções de contadores, os domas são responsáveis pela organização e ordem de eventos e reuniões da comunidade.
Griôs fazem parte das sociedades em vários países da África ocidental, incluindo Mali, Gâmbia, Guiné, e Senegal, e estão presentes entre os mandês ou mandingas (mandingas, malinquês, bambaras, etc.), fulas, hauçás, songais, tuculores, uolofes, sererês, mossis, dagombas, árabes da Mauritânia e muitos outros pequenos grupos.

## Griots famosos
- Amadou Hampâté Bâ (Mali)
- Habib Koité (Mali)
- Mory Kanté (Guiné)
- Toumani Diabaté (Mali)
- Youssou Ndour (Senegal)